# مسجد شیخ کلخوران
مسجد شیخ کلخوران مربوط به سدهٔ ۱۴ ه‍.ق است و در شهرستان اردبیل، بخش مرکزی، دهستان کلخوران، روستای کلخوران واقع شده و این اثر در تاریخ ۱۲ شهریور ۱۳۸۶ با شمارهٔ ثبت ۱۹۴۱۲ به‌عنوان یکی از آثار ملی ایران به ثبت رسیده است.